# Ort (Einheit)
Das Ort war ein Hohl- und Gewichtsmaß sowie eine Münzeinheit, ursprünglich und oft auch später noch der vierte Teil einer größeren Einheit.

## Hohlmaß
- In Oldenburg als Weinmaß
  - 1 Kanne = 4 Ort = 16 Helferchen
  - 1 Weinkanne = 69 Pariser Kubikzoll
  - 1 Anker = 104 Ort = 35,586 Liter
  - 1 Ort = 0,3422 Liter
- Ostfriesland und Meppen
  - 1 Krug (Einheit) = 4 Ort = 16 Viertelort/Maatjes = 1,38452 Liter
  - 1 Ort = 0,346 Liter
- In Lübeck als Weinmaß
  - 1 Quartier/Boutrille = 2 Plank = 4 Ort = 0,9363 Liter
  - 1 Ort = 0,234 Liter
- in Hannover
  - ein Quartier oder Kanne = 4 Ort; 1 Ort = 0,446 Liter
- in Lippe-Detmold
  - 1 Kanne = 2 halbe Kannen = 4 Ort = 98 Kubikzoll; 1 Ort = 0,344055 Liter
- in Emden
  - 1 Viertelort = 0,08653 Liter[1]

## Gewichtsmaß
- in Dänemark als Gewichtseinheit
  - bis Mitte 1861 1 Kvintin (Quentchen) = 4 Ort zu  16 Es zu 8 Gran; 1 Ort = 0,9191 Gramm als Münzgewicht bzw. 0,977 Gramm als Handelsgewicht
  - ab Mitte 1861 1 Pfund = 100 Kvintin = 1000 Ort; 1 Ort = 0,5 Gramm
- in Schweden als Handelsgewicht
  - 1 Pfund = 100 Ort; 1 Ort = 4.251 Gramm

## Münzwesen
- Im Münzwesen bis um 1200 der vierte Teil eines Denars, dann eines Reichstalers
- in Köln = ½ Herrengulden
- in Norwegen = ¼ Gulden
- in Dänemark = 24 Schilling
- in Zürich = 4 Batzen oder 10 Schilling
- in Mecklenburg = 3 Pfennig
- in Brabant und Kleve = ¼ Pater bzw. 4 Pfennig